# Poienarii de Muscel
Poienarii de Muscel é uma comuna romena localizada no distrito de Argeş, na região de Muntênia. A comuna possui uma área de 38.57 km² e sua população era de 3574 habitantes segundo o censo de 2007.